# Freopsis leucostictica
Freopsis leucostictica är en skalbaggsart som först beskrevs av White 1858.  Freopsis leucostictica ingår i släktet Freopsis och familjen långhorningar.
Artens utbredningsområde är:
- Gabon.
- Ghana.
- Sierra Leone.

Inga underarter finns listade i Catalogue of Life.